# بلدية كروستبيلس
بلدية كروستبيلس هي بلدية في لاتفيا، بلغ عدد سكانها 5,747  نسمة وذلك حسب إحصائيات سنة 2017.

## التقسيمات الإدارية
- Atašiene Parish [الإنجليزية]‏.